# جورجيوس كاراجكوتيس
جورجيوس كاراجكوتيس (باليونانية: Γιώργος Καράγκουτης)‏ مواليد 15 فبراير 1976 في أثينا، هو لاعب كرة سلة يوناني معتزل. بدأ مسيرته الاحترافية في سنة 1994. حمل الرقم 15. يبلغ طوله 6 قدم 10 بوصة (2.1 م). اعتزل اللعب في 2007.

## المسيرة الاحترافية
لعب مع نادي بانيونيس لكرة السلة من سنة 1994 إلى 1999، ثم لعب مع نادي باناثينايكوس لكرة السلة في موسم 1999–2000، ثم لعب مع نادي إراكليس سالونيك لكرة السلة من سنة 2000 إلى 2002.

## روابط خارجية
- جورجيوس كاراجكوتيس على موقع الاتحاد الدولي لكرة السلة (الإنجليزية)
- جورجيوس كاراجكوتيس على موقع كرة السلة الأوروبية.كوم (الإنجليزية)
- جورجيوس كاراجكوتيس على موقع ريلجم (الإنجليزية)
- جورجيوس كاراجكوتيس على موقع بروبوليرز (الإنجليزية)
- جورجيوس كاراجكوتيس على موقع سبورتس رفرنس (الإنجليزية)